# Ilhas Possessão
As ilhas Possessão são um pequeno conjunto de ilhas e rochedos com uma extensão de 11 km, situadas na zona ocidental do mar de Ross, a 8 km do cabo McCormick, Terra de Vitória, Antártida. As ilhas Possessão receberam o seu nome do capitão James Clark Ross, da Marinha Real Britânica, aquando da comemoração da implantação da bandeira britânica em 12 de Janeiro de 1841.